# Снурпосома
Снурпосома — гранулярна структура в ядрах ооцитів земноводних. Термін запропонував Z. Wu із співавторами у 1991 р. Снурпосоми містять малу ядерну РНК (мяРНК) і деякі білки (які утворюють разом рибонуклеопротеїд)  і поділяються на підтипи A, B і C.
Снурпосома A містить мяРНК U1.
Снурпосома B містить усі типи мяРНК, складається з тисяч частинок, що мають діаметр від 20 до 30 нм, і сягає розміру в 1-4 мкм. Снурпосоми B можуть бути формами частинок, що утворюються внаслідок сплайсингу.
Снурпосома C має діаметр 1-20 мкм і містить мяРНК U7, яка задіяна в процесингу 3'-кінця гістонових пре-мРНК. До поверхні снурпосоми C часто приєднуються снурпосоми B, утворюючі сферичні органели.
Снурпосоми асоціюються з петлями хромосом типу "лампових щіток".